# Claude François Bidal, 1er marquis d’Asfeld

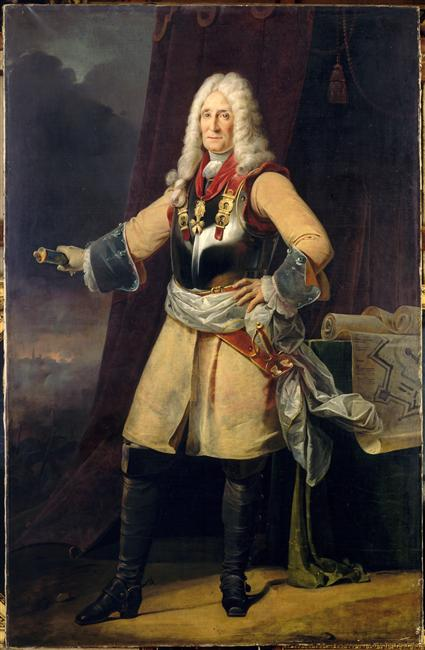
Claude François Bidal Marquis d’Asfeld

Wappen

Claude François Bidal, 1er marquis d’Asfeld (* 2. Juli 1665 in Paris; † 7. März 1743 ebenda) war ein französischer Soldat und Aristokrat des 17. und 18. Jahrhunderts. Er diente unter Louis XIV., der Régence und unter Louis XV. Die Krönung seiner militärischen Karriere war die Beförderung zum Maréchal de France, sowie die Verleihung des Kommandeurskreuz des Ordre royal et militaire de Saint-Louis und des Goldenen Vlieses.
Er war Spezialist bei Belagerungen und Verteidigungen von Festungen und galt in dieser Beziehung als Nachfolger von Sébastien Le Prestre de Vauban.

## Leben

### Herkunft und Familie
Er war der Sohn von Pierre Bidal (* 1612 oder 1616; † Juli 1682), Tuch- und Seidenhändler in Paris, Pariser Bürger, Bankier der Königin Christine von Schweden, französischer Gesandter bei den Hansestädten in Hamburg, Herr von Wildenbruch in Pommern und von Harsefeld im Herzogtum Bremen und Gatte der Catherine Bastonneau (* 1620; † 21. Januar 1690).
Sein älterer Bruder Alexis trat ebenfalls in die Armee ein. Er kämpfte im Holländischen Krieg und im Pfälzischen Erbfolgekrieg, in dem er ums Leben kam. Sein jüngerer Bruder Jacques-Vincent, genannt „Abbé des Tuiles“ (Pfarrer der Dachziegel) war ein Theologe und Jansenist.

### Die Feuertaufe
Unter dem Namen „Chevalier d’Asfeld“ erhielt Claude François Bidal 1683 im Reunionskrieg seine Feuertaufe. Beim Bombardement der Festung Luxemburg wurde er zum Lieutenant im Dragonerregiment seines Bruders, des „Régiment d’Asfeld dragons“ befördert. Bei der Belagerung von Luxemburg 1684, das sich letztendlich am 4. Juni ergab, bekam er das Kommando über eine Kompanie des Regiments übertragen. 1689 diente er in der Armee des Maréchal d’Humières in der Schlacht von Walcourt am 25. August. In Bonn attackierte er die Feinde aus einem verdeckten Weg und vertrieb sie von einem Halbmond, in dem sie logiert hatten. Nachdem sein Bruder das Kommando über das Dragonerregiment „Royal dragons“ übernommen hatte, folgte ihm Claude François d’Asfeld auf die nunmehr vakante Stelle im Régiment d’Asfeld dragons nach, wurde zum Mestre de camp befördert und übernahm die Stelle des Kommandanten.

### Pfälzischer Erbfolgekrieg
Im Pfälzischen Erbfolgekrieg stand er unter dem Kommando von Louis-François de Boufflers bei der Einnahme von Cochem (1690), bei der Belagerung von Mons (ergab sich am 9. April) und dem Bombardement von Lüttich (4. Juni 1691). 1692 der Armee von Maréchal François-Henri de Montmorency-Luxembourg zugeteilt, nahm er an der Belagerung von Namur, das am 5. Juni kapitulierte und am 3. August an der Schlacht bei Steenkerke teil. Als Kommandant des linken französischen Flügels im Gefecht bei Orteville am 8. September gelang es ihm den gegnerischen Flügel zurückzuwerfen und den dort kommandierenden General gefangen zu nehmen. Außerdem war er an der Belagerung von Huy beteiligt (die Stadt kapitulierte am 20. Juli, die Zitadelle 23. Juli 1692).
In der Schlacht bei Neerwinden am 29. Juli marschierte er an der Spitze der Dragoner und attackierte dreimal die feindlichen Verschanzungen vor dem Ort. Beim dritten Angriff brach er sich eine Schulter. Im Jahr darauf nahm er an der Belagerung von Charleroi teil. Am 28. April 1694 wurde er zum Brigadier des armées du roi befördert und zog mit der Flandernarmee unter dem Maréchal de Luxembourg am 22. August in den schweren Marsch von Vignamont nach Espierre. Dem Maréchal de Villeroy zugewiesen, war er 1695 mit seinen Dragonern bei Namur eingesetzt. Nachdem die Stadt am 4. August 1698 von Prinz Wilhelm von Oranien zurückerobert werden konnte, hielt sich die Zitadelle noch bis zum 2. September. In dieser Zeit wurden noch drei Angriffe geführt, dabei konnte der Chevalier d’Asfeld mit seinen Dragonern eingedrungene Angreifer aus einer Bastion verjagen.
Er diente im Jahr 1696 weiterhin in der Armée de Flandre, die sich zunehmend in die Defensive gedrängt sah. Im Winter nach Luxemburg kommandiert kam er 1697 zur Armée du Rhin (Rheinarmee) unter dem Kommando von Maréchal Claude de Choiseul-Francières, die sich bis zum Frieden von Rijswijk in den behaupteten Gebieten aufhielt.

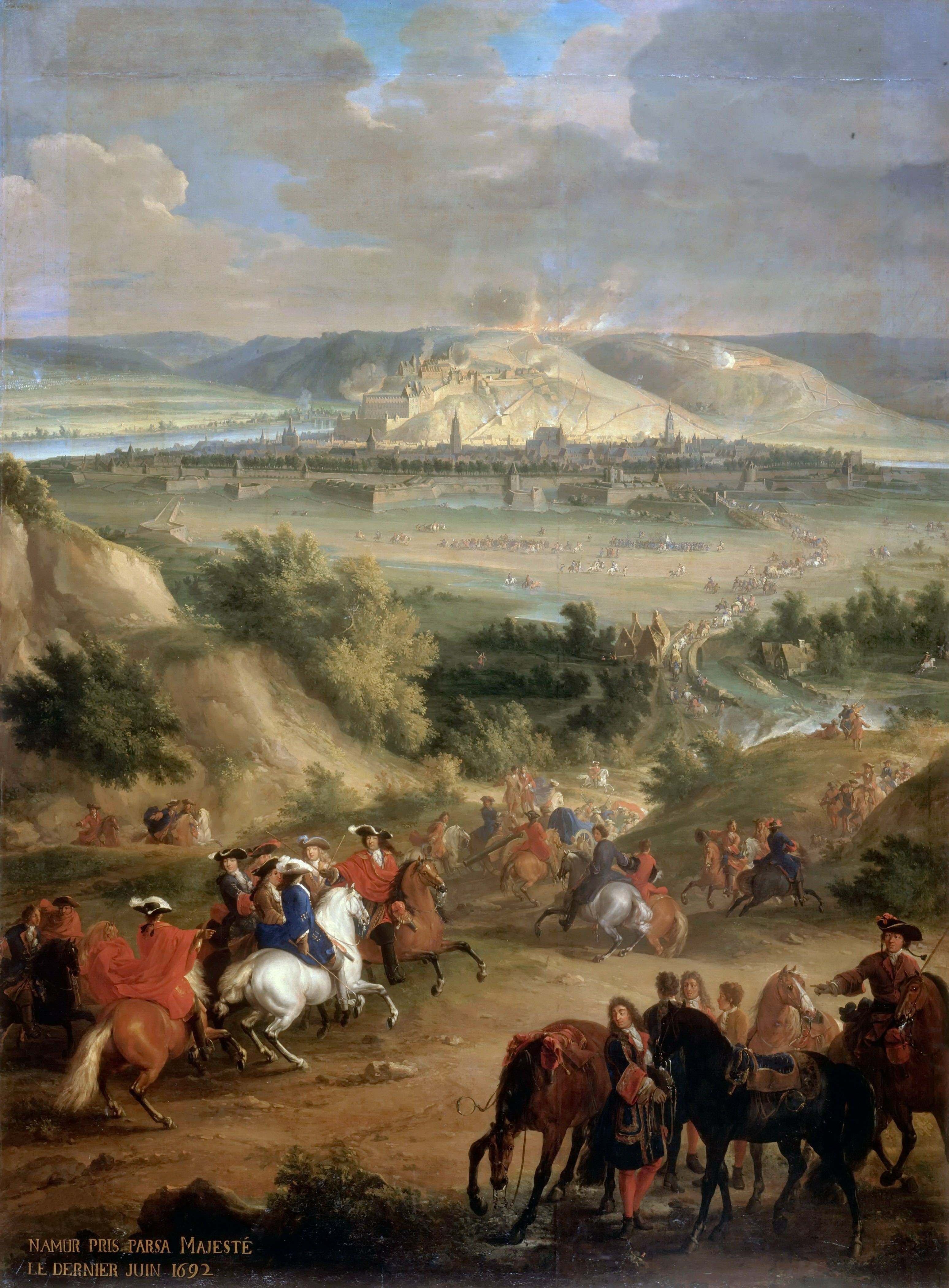
Belagerung von Namur (Juni 1692) von Jean-Baptiste Martin (1659–1735).

### Spanischer Erbfolgekrieg

#### Erster Feldzug in die Niederlande
Am 23. September 1698 wurde das Dragonerregiment d’Asfeld entlassen, der Chevalier d’Asfeld jedoch am 5. Februar 1701 wieder aktiviert. Er diente in der Armée de Flandre unter dem Maréchal de Boufflers und bereitete die Inbesitznahme der Zitadelle von Lüttich durch die französischen Truppen vor.
Unter dem Kommando von Louis de France und dem Maréchal de Boufflers, kämpfte er gegen die Holländer am 11. Juni unter den Mauern von Nimwegen und bei Eckeren am 30. Juni. Am 6. November 1702 war er an der Belagerung und Einnahme von Trarbach beteiligt und wurde danach zum Maréchal de camp befördert. Im Jahre 1703 stand er unter dem Kommando von Maréchal Louis de France und von Maréchal de Tallard. Er nahm an der Belagerung von Breisach teil, das am 6. September kapitulierte und kämpfte in der Schlacht am Speyerbach, in der Karl von Hessen-Kassel am 14. November geschlagen wurde. Dabei war der Sieg der Tatsache zu verdanken, dass dem Chevalier d’Asfeld gelang, die Kavallerie rechtzeitig zu sammeln. Danach zog er vor die Festung Landau, die am 15. November kapitulierte.

#### Kämpfe in Spanien
Im Dezember 1704 nach Spanien abgestellt, diente er bei der Belagerung von Salvaterra de Miño, das sich am 8. Mai bedingungslos ergeben musste und dann vor Ségura, das sich am gleichen Tag ergab. Bei der Einnahme von Idanha-a-Nova am 13. Mai zog er mit dem Säbel in der Faust durch das Tor, ebenso bei Monsanto, dessen Schloss sich aber erst am 17. Mai ergab. Danach fiel Castel-Branco am 18. und Castel-de-Vide am 25. Mai. Der Chevalier d’Asfeld marschierte weiter zur Belagerung von Montalva und von Marvan, die beide eingenommen wurden.
Am 26. Oktober 1705 wurde ihm der Titel Lieutenant-général des armées du roi, verliehen und er wechselte zur Armee von René de Froulay de Tessé, wo er beim Passieren von Evora die Nachhut der französisch-spanischen Truppen befehligte.
Er bedrängte massiv den Marquis des Minas der Badajoz belagerte, woraufhin dieser die Belagerung am 16. Oktober aufgeben musste. Als Kommandant eines 5000 Mann starken Korps empfing er in Balbastro die Deputierten der 300 Städte und Gemeinden, die sich Philipp V. unterwerfen wollten.
Mit einem Corps wurde er 1706 abgestellt, um eine Revolte im Königreich Aragon niederzuschlagen. Am 16. Februar passierte er den Cinca und schickte 300 Reiter zur Einnahme von San Esteban, eine Maßnahme, die ihm bei der Belagerung von Moncon den Rücken freihalten sollte. An der Seite des spanischen Königs war er an der Belagerung von Barcelona beteiligt, die von den Briten im Jahr vorher erobert worden war. Am 22. April unternahmen die Belagerten einen Generalausfall und konnten nach mehr als dreistündigem Kampf ihre vorgeschobenen Positionen behaupten. Die Kavallerie der Belagerten, die an dem Ausfall beteiligt war, wurde von d’Asfeld an der Spitze einer Abteilung zurückgeschlagen, wobei er Verluste von 15 Reitern an Gefallenen oder Gefangenen zu beklagen hatte. Der spanische König verließ die Belagerungstruppe am 12. Mai 1706 und der Chevalier d’Asfeld wurde nach Bayonne geschickt um sich um Verstärkungen zu kümmern. Dazu kreditierte er persönlich 50.000 Écus zur Aufstellung einer Truppe und eines Feldartillerieparks. Ende Oktober zog er vor Cartagena, das am 18. November kapitulierte.

#### Eroberung des Königreichs Valencia

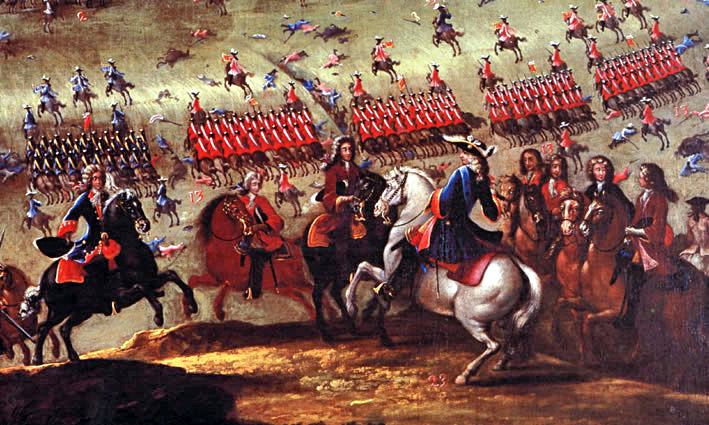
Schlacht bei Almansa, mit dem Sieg der Armee von Philipp V., über die Truppen des Erzherzog Karl, wurden Aragon und Valencia Spanien einverleibt, es blieb ihm nur noch Katalonien übrig.

Im Jahre 1707 wurde er der Armee von Maréchal de Berwick zugeteilt und war an der Schlacht bei Almansa beteiligt. Die Engländer drückten zunächst den rechten Flügel der französischen ersten Linie zurück, daraufhin begann d’Asfeld an der Spitze der zweiten Linie mit der Kavallerie einen Gegenangriff auf den rechten englischen Flügel, schlug diesen in die Flucht und setzte den Flüchtenden nach. Am Tag nach der Schlacht waren 13 feindliche Bataillone (fünf englische, fünf holländische und drei portugiesische) gefangen genommen worden. Die Armee der zwei Kronen (Frankreich und Spanien) teilte sich dann in zwei Corps auf. Das eine Corps kommandierte d’Asfeld, mit dem er in das Königreich Valencia eindrang und Anfang Mai Xàtiva eroberte, das anschließend geplündert und verbrannt wurde. Dabei wurden auch zwei Klöster zerstört, was d’Asfeld nicht verhinderte. Die englische und holländischen Verteidiger sowie die Einwohner kämpften dabei um jede Straße und jedes Haus. Gegen die kämpfende Zivilisten wurde dabei gnadenlos vorgegangen, die regulären Truppen der Verteidiger zogen sich zuletzt in die Burg zurück, wo sie von vier Bataillonen des Marquis d’Asfeld eingeschlossen wurden, während die Hauptmacht der Truppe ihr Vorhaben fortsetzte. Er nahm Chert ein und zog bei Morella in die Berge. Vom Maréchal de Berwick mit der Belagerung von Tortosa beauftragt kam er am 12. Juni 1708 vor der Stadt an, die am 7. Juli kapitulierte. Er ließ zunächst die Befestigungen reparieren und setzte dann seinen Feldzug durch Valencia fort. Als Nächstes marschierte er nach Dénia, wo am 7. November mit den Belagerungsgräben begonnen wurde. Am 9. November war eine Bresche in die Mauer gelegt und d’Asfeld stürmte am 12. November 1708 an der Spitze der Grenadiere in die Stadt, wobei er leicht am Oberschenkel verwundet wurde. Nicht verhindert werden konnte jedoch, dass sich etwa 1000 Man der Verteidiger im Schloss verbarrikadierten, einem der vielen Forts des Königreichs Valencia. Nach der Eroberung der Stadt wurde das befestigte Kloster Saint-François weggenommen, da dieses vom Meer her zur Versorgung des Schlosses hätte dienen können. Vier Schiffe, beladen mit Truppen und Munition, die zur Küste gesandt worden waren, um das Schloss zu unterstützen, mussten daher umkehren. Der Chevalier d’Asfeld beschoss das Fort massiv mit Artillerie und zwang so den Gouverneur am 17. November 1708 zur Aufgabe. Man fand für mehr als sechs Monate Lebensmittel, 50 Kanonen und tausende Pfund Pulver. Er organisierte ab dem 30. November die Belagerung von Alicante, drang am 1. November zuerst in eine, dann in zwei weitere Vorstädte ein und eroberte am nächsten Tag eine Verschanzung, ohne dass es eine Bresche gegeben hätte. Die Stadt kapitulierte am 3. Dezember 1708. Die Aktion ging mit der Blockade von Castillo de Santa Bárbara oberhalb von Alicante weiter. Der Gouverneur der Festung lehnte eine Übergabe ab, worauf am 6. April 1709 eine, mit 1200 Pfund Pulver geladene Mine unter den Mauern gezündet wurde. Bei dieser Explosion kamen 150 englische Soldaten ums Leben, die Gebäude innerhalb der Mauern wurden zerstört oder schwer beschädigt, eine Bastion, Teile der zweiten Wallmauer und die Zisterne stürzten ein.
Man bereitete sich auf den Sturm vor, nachdem man die Zitadelle bis zum 15. April bombardiert hatte, um eine benutzbare Bresche zu schaffen, als zwölf englische Schiffe sich in Kanonenschussweite näherten, die Anker warfen und die französischen Truppen sechs Stunden lang beschossen.
Der Chevalier d’Asfeld antwortete mit seiner Artillerie und hinderte so englische Infanterie daran, zur Unterstützung der Zitadelle an Land zu gehen. Der englische Festungskommandant erkannte die Hoffnungslosigkeit der Lage und kapitulierte am 18. April 1709.
Diese letzte wichtige Eroberung beendete die Niederwerfung von Valencia und der Chevalier d’Asfeld wurde zum Gouverneur ernannt.

#### An der östlichen Front
Im Jahre 1710 diente er in der Dauphiné-Armee, die vom Maréchal de Berwick kommandiert wurde. 1712 erhielt er das Kommando über die Provence. Er marschierte unter dem Maréchal de Berwick, zum Entsatz des belagerten Girona, dessen Einschließung am 7. Januar 1713 von den Engländern aufgegeben wurde. Noch im gleichen Jahr stieß er zur Armée du Rhin, (Rheinarmee) die unter dem Maréchal de Villars Speyer, Worms und Kaiserslautern eroberte. Er war auch an der Belagerung von Landau beteiligt, das am 22. Juni eingeschlossen und am 20. August 1713 eingenommen wurde. Er stand bei der Belagerung von Freiburg, das von seiner Garnison am 1. November aufgegeben wurde. Nachdem auch die Zitadelle am 16. November kapituliert hatte, wurde d’Asfeld anschließend Stadtkommandant.

#### Wieder in Spanien
Unter dem Maréchal de Berwick nahm er ab 1714 an der Belagerung von Barcelona teil, wo er die Annäherungsgräben eröffnete, um die Belagerung zu Ende zu bringen. Der entscheidende Angriff fand am 11. September 1714 statt, nach 11 Monaten der Blockade und 61 Tage nachdem die Gräben geöffnet worden waren.
Nachdem der königliche Hof unter Philipp V. in Madrid sich nicht in der Lage gezeigt hatte, mit den Mallorquinern zu einem Einvernehmen zu kommen, entschied man sich 1715, die Inseln mit Gewalt zu unterwerfen und beauftragte den Chevalier d’Asfeld mit dieser Expedition. Er verließ Barcelona am 11. Juni 1715, erreichte am 14. Juni Mallorca und ging am 15. Juni ohne auf Widerstand zu stoßen bei Cala-Longa an Land. Am 18. Juni kam er vor das befestigte Alcúdia und forderte den Ort zur Übergabe auf. Der Gouverneur, der sich zunächst geweigert hatte das zu tun, wurde von der Bevölkerung schließlich dazu gezwungen. Mehr als 20 weitere Städte und Schlösser wurden bei diesem Feldzug aufgebracht. Palma, die Hauptstadt der Insel wurde am 29. Juni eingeschlossen und ein Ausbruchsversuch der Garnison abgewehrt. Die Kapitulation der Stadt erfolgte am 2. Juli und schloss die Insel Ibiza mit ein. In Palma de Mallorca wurden 200 Kanonen sowie alle Sorten an Lebensmitteln und Munition vorgefunden.
In Anerkennung seiner Leistungen nahm König Philipp V. ihn mit Dekret vom 30. August 1715 in den erblichen Adelsstand von Kastilien auf und erhob ihn als Marquis d’Asfeld zum Markgrafen.

### La Régence
Danach schiffte sich d’Asfeld wieder ein und kehrte mit den französischen Truppen nach Barcelona zurück. Am 21. August 1719 nahm ihn der spanische König zudem in den Orden vom Goldenen Vlies auf. Als der französische Regent dem spanischen König Philipp V. den Krieg erklärte, sollte d’Asfeld Truppenkommandeur werden. Er hielt dem Duc d’Orléans den Orden vom Goldenen Vlies entgegen und sagte:

„Monseigneur, ich tat einiges, bis ich das hier von spanischen König bekommen habe. Befreien Sie mich davon, dass ich mich gegen meinen Wohltäter wenden muss.“

D’Asfeld wurde in den Kriegs- und Marinerat berufen und zum Directeur général des fortifications (Generaldirektor der Befestigungen) ernannt. 1719 nahm er unter dem Maréchal de Berwick an der Belagerung von San Sebastián teil. welches am 1. August die weiße Fahne hisste, das Schloss ergab sich am 19. August 1719. Er war an der Einnahme der Forts und des Schlosses von Urgel beteiligt, ebenso an der Belagerung von Roses, die jedoch wegen schwerer Regenfälle abgebrochen werden musste.
Er wurde Gouverneur über das Schloss Trompette (1720), wurde zum Oberkommandierenden in der Guyenne ernannt und stand weiterhin unter dem Kommando des Maréchal de Berwick (1721).

### Polnischer Erbfolgekrieg
Als Oberkommandierender par intérim der Italienarmee (1733), belagerte er Gerra-d’Adda, wo er in der Nacht vom 17. auf den 18. August mit dem Anlegen von Annäherungsgräben begann. Am 29. November 1733 erfolgte die Kapitulation der Stadt. Am 29. November nahm er Pizzighettone und am 29. Dezember 1733 das Castello Sforzesco ein. Beteiligt war er weiterhin an der Eroberungen von Trezzo, Lecco, Fuente, Saravalle, Novare und Arrona, welche in den ersten Tagen des Januar 1734 besetzt waren; Tortone ergab sich am 4. Februar 1734.

Es folgte die Versetzung zur Rheinarmee (Armée du Rhin), die unter dem Kommando von Maréchal de Berwick stand. Mit 34 Bataillonen und 40 Escadronen überquerte er den Rhein bei Neckarau, zwang dadurch den Feind sich aufzuteilen und entschied sich, noch im gleichen Monat Ettlingen anzugreifen, welches sich am 4. Mai ergab. Am 23. Mai 1734 zog er mit 32 Bataillonen und zwei Dragonerregimentern gegen die Festung Philippsburg und begann mit der Belagerung. 
 Er schlug zwei Brücken über den Rhein, eine bei Germersheim, eine zweite bei Oberhausen. Nach dem Tode des Maréchal de Berwick bei der Belagerung wurde er selbst zum Maréchal de France ernannt und erhielt den Oberbefehl über die Rheinarmee übertragen. Am 22. Juni ließ er einen Gedeckten Weg der Festung angreifen, was 60 Gefangene einbrachte und zur Wegnahme einer Bastion führte. Philippsburg ergab sich am 18. Juli 1734.
Es war dem Marschall gelungen, die Belagerung trotz des Rhein-Hochwassers, das die Gräben überschwemmt und die Angriffe behindert hatte, einzunehmen.
Worms wurde am 23. Juli 1734 eingenommen. Danach übernahm er die, durch den Tod des Maréchal de Berwick freigewordenen Stelle eines Gouverneurs von Straßburg und legte dafür das Gouverneursamt von Château Trompette nieder. Am 10. November 1734 wurde er von König Louis XV., auch formal zum Maréchal de France ernannt. Bald darauf zog er sich aus dem Militärdienst zurück und verstarb in Paris am 17. März 1743 im Alter von 76 Jahren.

## Privatleben

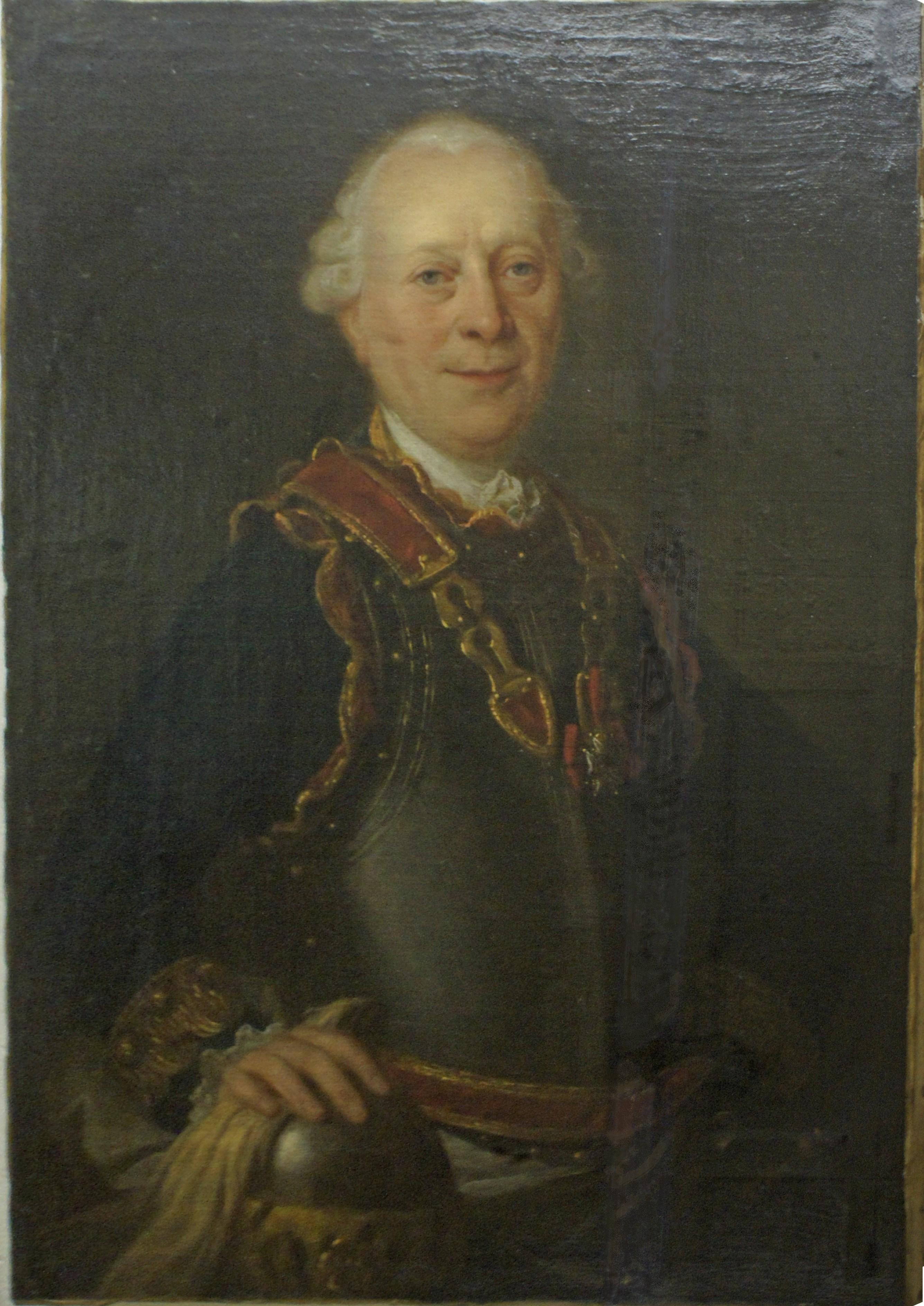
Sein Sohn Étienne zweiter Marquis d’Asfeld Colonel des Regiments Asfeld-Dragoner.

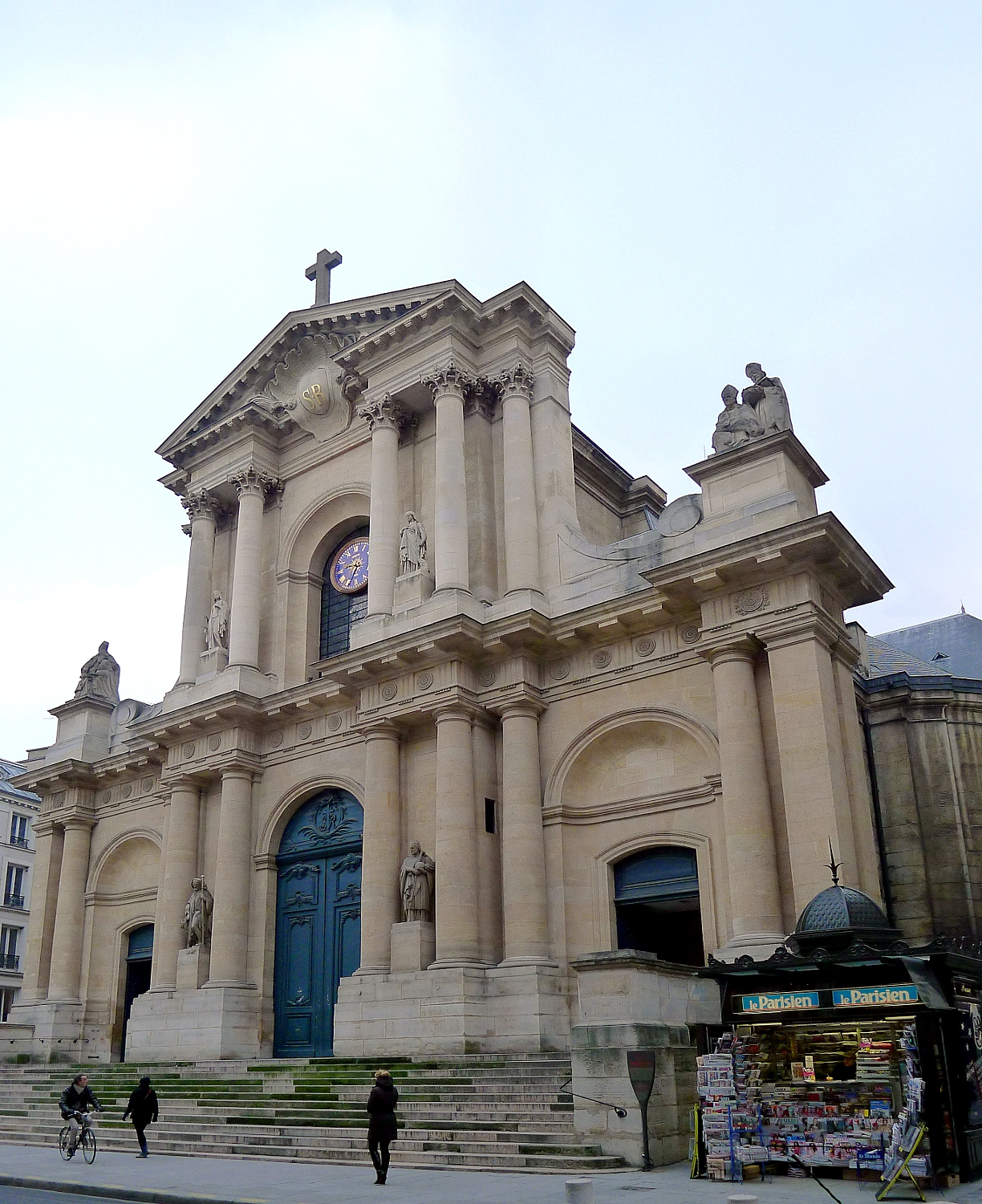
Grablege in der Kirche Saint-Roch

Am 20. März 1728 kaufte er Teile der erledigten Grafschaft Avaux, (der letzte Graf von Avaux hatte nur eine Tochter, die mit dem François II. de la Roche, marquis de Fontenilles, comte de Courtenay, verheiratet war) bestehend aus Avaux-le-Château, Avaux-la-Ville, Aire, Vieux und Vauboison. Avaux-la-Ville, das bis 1671 Ecry hieß, wurde jetzt in Asfeld umbenannt. Nach dem spanischen König erkannte ihn auch König Louis XV. mit königlichem Dekret vom 30. August 1715 als Marquis d’Asfeld an und erhob die Seigneurie (Herrschaft) Asfeld in den Ardennen zum Marquisat d’Asfeld (bestehend aus den Ländereien der ehemaligen Grafschaft Avaux und der Herrschaft Prouvais).
Am 28. April 1717 heiratete er Jeanne Louise Joly de Fleury (1698–23. November 1717), Tochter von Joseph Omer Joly, Seigneur de Fleury und La Mousse, Avocat général (Generaladvokat) im Parlement in Paris, und der Louise Bérault; in zweiter Ehe im September 1718, die Anne Leclerc de Lesseville (1698–30. Januar 1728), Tochter von Nicolas Leclerc de Lesseville, Seigneur de Mesnil-Durand und von Thun, Ratsmitglied im Grand Conseil (1674) dann Parlamentspräsident (1677), Ratsmitglied der 5° Chambre des enquêtes (1677), Kammerpräsident ab 1706, und der Marguerite Valentine Lallemant.
Aus der zweiten Ehe stammte ein Sohn, Claude-Étienne (1719–1793) 2. Marquis d’Asfeld et de Castille. Dieser heiratete 1755 Anne Pajot de Villepenot, die später aus einer Liaison mit Charles-Nicolas Duclos du Fresnoy königlicher Notar und Mäzen des Malers Jean-Baptiste Greuze einen Sohn hatte, den Baron Charles Athanase Walckenaer.
Nach der Geburt von drei legitimen Kindern (unter deren Nachfahren sich die Fürsten de Béthune Hesdigneul befanden) ließ sich das Paar 1763 scheiden. Claude-Étienne heiratete danach in zweiter Ehe Angélique Thérèse de Mailly (S.P).
Das Grabmal des Claude François Bidal, marquis d’Asfeld befindet sich in der Kirche Saint-Roch in Paris.